# TENSION
『TENSION』（テンション）は1994年3月21日にSony Recordsから発売された爆風スランプ10枚目のオリジナル・アルバム。

## メンバー
- サンプラザ中野 - ボーカル
- パッパラー河合 - ギター
- ファンキー末吉 - ドラム、リーダー
- バーベQ和佐田 - ベース

## 収録曲
全作詞：サンプラザ中野（特記以外）、全曲・編曲：BAKUFU-SLUMP（特記以外）
| #         | タイトル                                       | 作詞                 | 作曲                                 | 編曲                | 時間  |
| --------- | ---------------------------------------------- | -------------------- | ------------------------------------ | ------------------- | ----- |
| 1.        | 「愛のチャンピオン」                           | サンプラザ中野       | ファンキー末吉/パッパラー河合/井上鑑 | 井上鑑/BAKUFU-SLUMP | 6:10  |
| 2.        | 「渋谷でGO!」                                  | サンプラザ中野/王様  | サンプラザ中野/王様                  | 井上艦/BAKUFU-SLUMP | 4:04  |
| 3.        | 「美しい手」                                   | サンプラザ中野       | パッパラー河合                       | 井上鑑/BAKUFU-SLUMP | 3:41  |
| 4.        | 「日本人になれ」                               | サンプラザ中野       | バーベQ和佐田                        | 井上鑑/BAKUFU-SLUMP | 4:55  |
| 5.        | 「恋の終わりはいつも」                         | サンプラザ中野       | 中崎英也                             | 井上鑑/BAKUFU-SLUMP | 5:35  |
| 6.        | 「勝負は時の運だから」                         | サンプラザ中野       | パッパラー河合                       | 井上鑑/BAKUFU-SLUMP | 4:11  |
| 7.        | 「世直しロックンロール」(Vocal:パッパラー河合) | サンプラザ中野       | パッパラー河合                       | 井上鑑/BAKUFU-SLUMP | 3:18  |
| 8.        | 「ネムネムマンボ」(Vocal:ファンキー末吉)       | サンプラザ中野、王様 | サンプラザ中野、王様                 | 井上鑑/BAKUFU-SLUMP | 2:17  |
| 9.        | 「お婿サンバ」                                 | サンプラザ中野       | ファンキー末吉                       | 井上鑑/BAKUFU-SLUMP | 4:54  |
| 10.       | 「天国レイン」                                 | サンプラザ中野       | 中崎英也                             | 井上鑑/BAKUFU-SLUMP | 5:09  |
| 合計時間: | 合計時間:                                      | 合計時間:            | 合計時間:                            | 合計時間:           | 44:14 |

## 曲解説
1. 愛のチャンピオン
26thシングル。テレビ朝日系列『驚きももの木20世紀』テーマ曲。
2. 渋谷でGO!
イギリスでレコーディングされた。
3. 美しい手
4. 日本人になれ
5. 恋の終わりはいつも
イギリスでレコーディング。
後に中野が「サンプラザ中野/B」名義で出したソロ・アルバム『3rd LOVE/The Best Ballads』でセルフカバー。
6. 勝負は時の運だから
27thシングル。
7. 世直しロックンロール
三波春夫へのアルバム提供曲セルフカバー。
8. ネムネムマンボ
作詞・作曲：サンプラザ中野/王様。ファンキー末吉ボーカル。
9. お婿サンバ
前年の夏に行われたライブハウスツアーで披露された。
歌詞の中の「お婿サンバでよ」の部分は元々「お婿サンバだよ」だが、仙台のライブで中野が「お婿サンバでよ」の方が
「踊れよ」につなげたときに面白くなると気付いたことがきっかけで現在の歌詞になった逸話あり。
10. 天国レイン